# Fei Shi
En aquest nom xinès, el cognom és Fei.
Fei Shi, nom estilitzat Gongju (公举), va ser un ministre de Shu Han durant el període dels Tres Regnes de la història xinesa. Fei originalment va servir a Liu Zhang com el governador de Jinzhu (绵竹), però es va rendir a Liu Bei després que Liu Bei li arrabassà el control de la Província de Yi a Liu Zhang.
Una de les tasques de Fei Shi va ser viatjar a la Província de Jing a comunicar a Guan Yu el seu nomenament com "General de l'Avantguarda". Quan Liu Bei es va proclamar a si mateix emperador, Fei Shi obertament es va oposar; i fou empresonat com a conseqüència. Encara que va ser posat en llibertat més tard, ell fou degradat com a funcionari de baix rang destinat al remot comtat del sud de Yongchang (永昌). Després Fei Shi va seguir a Zhuge Liang en les seves Campanyes del Sud. Posteriorment mentre la Campanya del Nord estava en procés, Fei Shi va vigilar i vetlar Chengdu. Fei Shi va tenir un fill, Fei Li (费立).